# Osorkon (Fürst)
Osorkon war um 755 bis 740 v. Chr. (Kitchen) während der 23. Dynastie (Dritte Zwischenzeit) Fürst von Sais und Vorgänger von Tefnachte.
Er trug die Titel: „Großer der Meschwesch-Libyer“, „General“, „Priester der Neith“, „Priester der Wadjet“ und „Priester der Herrin von Imau (Hathor von Kom el-Hisn / Imentet)“, die auf dem „Talisman des Osorkon“ zu finden sind. Es existieren ebenfalls zwei Uschebti des Osorkon.